# Filip Luberecki
Filip Luberecki (ur. 25 kwietnia 2005 w Ełku) – polski piłkarz grający na pozycji obrońcy w Motorze Lublin.

## Kariera klubowa
Karierę juniorską zaczynał jako dziesięciolatek w rodzinnym mieście, w klubie Rona 03 Ełk. Następnie w 2015 roku przeszedł do warszawskiej szkółki piłkarskiej Escola Varsovia, w której jako junior szlifował umiejętności do 2022 roku.
Pierwszy profesjonalny kontrakt podpisał 13 stycznia 2023 roku podpisując kontrakt, obowiązujący do 31 grudnia 2025 roku, z II ligowym wówczas Motorem Lublin.
Luberecki seniorski debiut zaliczył 23 lutego 2023 roku w ramach rozgrywek II ligi w meczu Motor Lublin 3–1 Górnik Polkowice. Z Motorem zaliczył dwa awanse z rzędu awansując najpierw do I ligi, a następnie do Ekstraklasy.
Debiut na pierwszoligowych boiskach zaliczył 21 lipca 2023 roku w meczu Motor Lublin 3–2 Zagłębie Sosnowiec. Natomiast pierwszy mecz w ramach najwyższej ligi zaliczył równo rok później w meczu Motor Lublin 0–2 Raków Częstochowa. 14 kwietnia 2025 roku przedłużył kontrakt z klubem do końca 2027 roku.

## Kariera reprezentacyjna
Od najmłodszych lat powoływany do młodzieżowych reprezentacji narodowych. Debiutował w 2018 roku w reprezentacji Polski do lat 14 w meczu 6 października 2018 roku w towarzyskim meczu przeciwko Ukrainie.
Był także reprezentantem w kategoriach U-18, U-19, U-20 oraz U-21.
4 czerwca 2025 został powołany do ostatecznej kadry reprezentacji Polski U-21 na finałowy turniej Mistrzostw Europy U-21 w Piłce Nożnej 2025 na Słowacji.